# Selja (Noorwegen)
Selja (ook wel Selje of Selø genoemd) is een eilandje langs de westkust van Noorwegen. Het eiland is vooral bekend als pelgrimsoord. Volgens de overlevering stierf de heilige Sunniva hier een martelaarsdood. Op het eiland werd in de 11e eeuw een klooster gebouwd waarvan nog een ruïne is overgebleven.
Selja maakt deel uit van de gemeente Selje in de provincie Vestland. De gemeente is vernoemd naar het eiland. Selja heeft een oppervlakte van 1,6 km². Rond het hele eiland loopt een wandelpad. Het eiland heeft ongeveer vijf vaste bewoners. Het ligt op ongeveer 1 km van het vasteland en is deel van een eilandengroepje van drie eilanden: Selja, Silda en Barmen. Selja is het kleinste en meest noordelijk gelegen van de drie eilanden, die in de baai Sildegapet liggen, ten zuiden van het schiereiland Stad.
De kunstschilder Bernt Tunold (1877-1946) werd geboren op Selja, waar zijn ouders een boerderij begonnen waren.
De organisatie Venner av Selja (Vrienden van Selja) heeft zich tot doel gesteld om het eiland te beschermen en het klooster op de Werelderfgoedlijst van Unesco te krijgen.

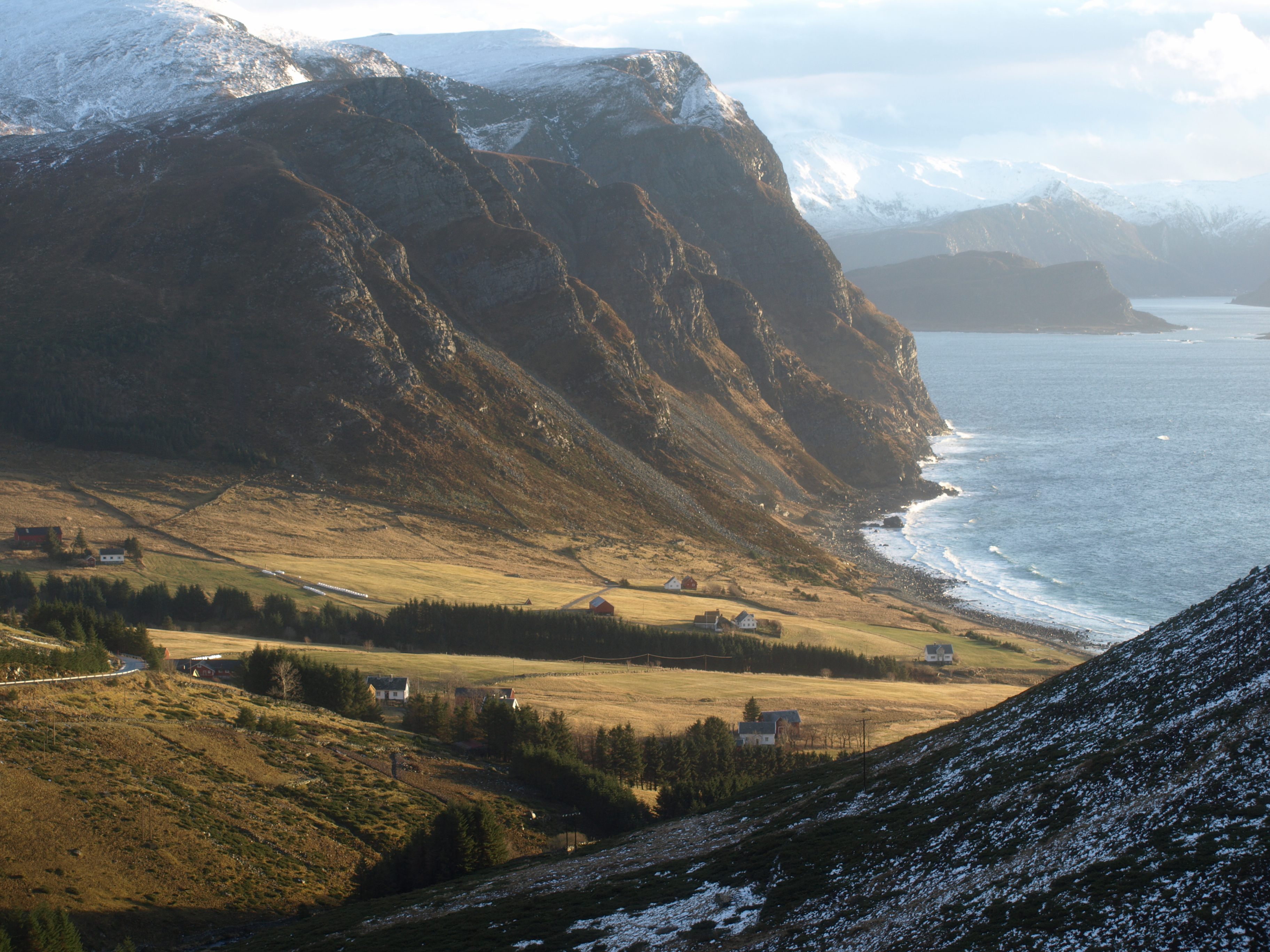
Het schiereiland Stad met op de achtergrond het eiland Selja.

## Religieuze betekenis

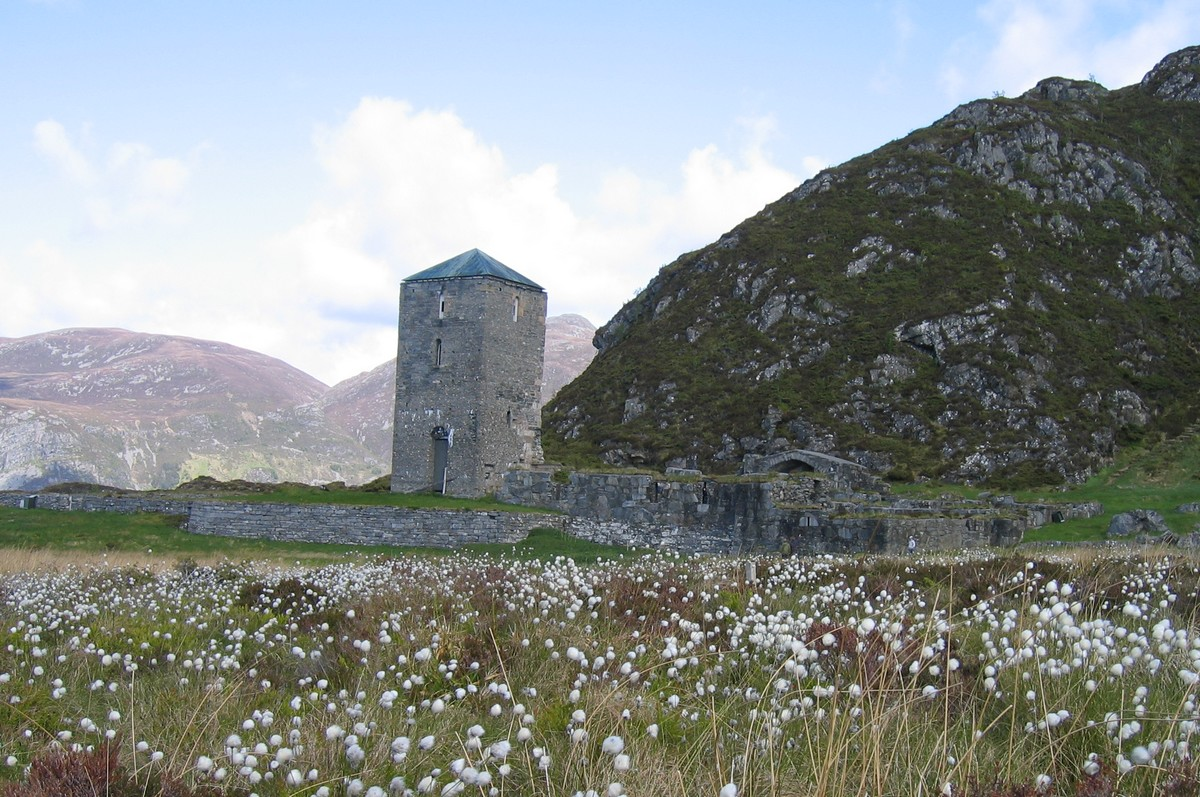
Overblijfselen van het klooster

Het eiland heeft vooral een religieuze betekenis. Selja was het eerste pelgrimsoord van Noorwegen en de eerste zetel van de bisschop van West-Noorwegen.
Volgens de overlevering landde de heilige Sunniva op het eiland in de 10e eeuw en stierf er een martelaarsdood. In daaropvolgende jaren waren er berichten van wonderen die op Selja plaatsvonden. Volgens de legende onderzocht koning Olaf Tryggvason het eiland in 996 en vond het lichaam van Sunniva geheel intact, alsof ze niet dood was maar alleen sliep. Naast het lichaam werden ook een aantal skeletten gevonden. De overblijfselen werden verzameld en in een schrijn geplaatst. Hiervoor liet Olaf Tryggvason een kerk op Selja bouwen.
In de 11e eeuw stichtten Engelse benedictijnse monniken een klooster gewijd aan Sint-Albanus aan de noordkant van het eiland. Hier werd het schrijn van Sunniva bewaard.
Selja werd een pelgrimsoord en de zetel van het bisdom van West-Noorwegen, een van de drie bisdommen van Noorwegen in de vroeg-christelijke periode. Ook werd hier rond het jaar 1070 een kleine kathedraal gebouwd, gewijd aan Michaël, in de grot waar Sunniva zou zijn gestorven. In het jaar 1070 werd de bisschopszetel echter verplaatst naar Bergen. Ook het schrijn van Sunniva werd naar Bergen gebracht.
Selja bleef van groot religieus belang. Zo vertrok de laatste kruistocht uit Noorwegen vanuit Selja in 1271. In 1305 woedde een brand die het klooster grotendeels verwoestte. Het is niet duidelijk hoelang hier nog een kloostergemeente was; waarschijnlijk stierven de monniken uit toen de Zwarte Dood hier in 1349 arriveerde. Het klooster werd formeel gesloten door bisschop Finnboge van Bergen (1461-1474), die ook het bezit van het klooster in beslag nam. Vandaag de dag is er alleen nog een ruïne over van het klooster, waaronder een 14 meter hoge toren.
Nog steeds is Selja een pelgrimsoord. Op Sunniva' s feestdag (8 juli) wordt een mis in de kloosterruïne gehouden, de jaarlijkse Seljumannamesse. De oosters-orthodoxe gemeenschap van Oslo organiseert eens in de twee jaar een pelgrimstocht naar Selja. In de laatste week van augustus wordt ook het Sunnivafestspel gehouden, waarbij de legende van Sunniva wordt nagespeeld op Selja. De kloosterruïne heeft status als rijksmonument.